# サンアントニオ駅 (テキサス州)
サンアントニオ駅 （英語： San Antonio Station ）は、アメリカ合衆国テキサス州サンアントニオ サウス・グアダループ・ストリート338にある駅。全米各地を結ぶ旅客鉄道のアムトラックが乗り入れている。

## 概要
アムトラックのサンアントニオ・ステーション駅はアラモドームスポーツ施設と長い間、南部で最も印象的な駅の一つと考えられてきた歴史的なサンセットステーションの間に位置する。
1902年にサザン・パシフィック鉄道の駅として開業。1998年以前は、アムトラックはサンセットステーション内のスペースを占有していたが、構造の悪化が原因となり、より新しい、より小さな駅舎に移転した。サンセットステーションは建築家ダニエル・J・パターソンによって設計され、サザン・パシフィック鉄道（SP）により115,000ドルをかけ1902年に建設された。1901年11月に始まった工期の後、1903年1月31日に開業した。駅のデザインは、幅広い、飾り気のない漆喰の壁、アーケード、瓦屋根を備えた、スパニッシュ・ミッション・リバイバル様式である。サンセットステーションはアムトラックが使用するには大きすぎ、かつ営業するためには費用が嵩むため、建物を再開発するためにサンセットステーショングループL.L.C.が1995年に設立された。サンセットステーションは建設時に多くの電灯が設置され「千灯のビル」や「クラウンジュエル」として知られていた。1907年2月26日に火災が発生し（おそらく電灯が原因）、駅の屋根と南西の角がひどく損傷し、駅は、7ヶ月後に復旧した。
サザン・パシフィック鉄道のボールドウィン製造の車輪配置 2-8-2ミカド型蒸気機関車NO.794は、1956年にサンアントニオ市に寄贈され、現在サンセットステーションの敷地内に静態保存されている。この機関車は1916年から1956年まで貨物列車を牽引した機関車である。1972年サンセットステーションはスティーブ・マックィーンとアリ・マッグロー出演の映画ゲッタウェイに登場した。1975年には国家歴史登録財に登録された。
テキサス州南西部サンアントニオの中心部に位置し、いくつかの鉄道の接続に理想的な場所だった。サザン・パシフィック鉄道（SP）、ミズーリ・パシフィック鉄道（MOPAC）、テキサス・アンド・パシフィック鉄道、ミズーリ・カンザス・テキサス鉄道（the Katy）の他、多くの小さな鉄道とともに、サンアントニオ駆け抜けた。ずっと以前からサザン・パシフィック鉄道のサンアントニオを経由しロサンゼルスからニューオーリンズまでの路線はサンセットルートとして知られていた。サンアントニオに行く速達列車はサンセット・リミテッドと呼ばれ、その名はルートとともに成長し、今日もアムトラックにより運行されている。
サンアントニオに建てられた三大駅のうち、ミズーリ・パシフィック鉄道（MOPAC）の駅は現存している。1907年に142,000ドルの建設費をかけハーヴェイ.L.ページ設計によるスパニッシュ・ミッション様式の駅としてインターナショナル・グレートノーザン鉄道（I＆GN）により建設された。北、南、東側のステンドグラスは、それらの内部I＆GNロゴが入ったサン・ホセの「ローズ・ウィンドウ」の代表的なものである。インターナショナル・グレートノーザン鉄道（I＆GN）は1925年にミズーリ・パシフィック鉄道（MOPAC）に買収され、アムトラックが都市間旅客列車の運行を引き継ぐ前年、1970年にミズーリ・パシフィック鉄道は駅を売却した。図書館、博物館、レストラン、退役軍人の管理部に用途変更するいくつかの努力はすべてが失敗し、建物は荒廃した。ドームの銅や真鍮は露天に曝され内装を残し、腐食により剥離した。ほぼすべての装飾的なステンドグラスの窓など、建物の窓は破壊された。浮浪者が住み着いた間に、少なくとも1つの破壊的な火災が発生した。内部の円柱の漆喰が割れて壊れ、木製建具のほぼすべてがシロアリの被害にあった。サンアントニオ市職員連邦信用組合はサンアントニオ市職員が古い駅舎の利用の処理に取り掛かった時、わずか数ブロックしか離れていない新しい建物を購入しようとしていた。外部資金や助成金を受けず、信用組合は建物の中で見つかった写真や割れたガラスの破片を利用して建物のすべてのステンドグラスを復元した。復元は1987年に始まり1988年に完成した。復元工事にかかった310万ドルの費用は新しい建物を購入するより少なくて済んだ。

## 利用可能な鉄道路線／列車
アムトラックの停車する列車は下記の通り。
シカゴとサンアントニオ / ロサンゼルス間の夜行長距離列車テキサス・イーグル号 …1日1往復停車
※南行列車のシカゴ（日・火・金）出発便は当駅でサンセット・リミテッド号と併結され、ロサンゼルス行きとなる。シカゴと当駅間は毎日運転。北行列車のロサンゼルス（日・水・金）出発便は当駅までサンセット・リミテッド号と併結され、当駅で切り離し。当駅とシカゴ間は毎日運転。
ニューオーリンズとロサンゼルス間の夜行長距離列車サンセット・リミテッド …ロサンゼルス方面 火・木・日、ニューオーリンズ方面 火・金・日 出発
※ロサンゼルス行き列車は当駅でシカゴ発のテキサス・イーグル号と併結される。ニューオーリンズ行き列車は当駅までテキサス・イーグル号と併結され、当駅で切り離し。

## バス
当駅から乗車できるバスは以下の通り。
路線バス :ビア・メトロポリタン・トランジット（VIA Metropolitan Transit） …11系統 、40系統 、301系統 